# Okręg wyborczy Peebles and Southern Midlothian
Okręg wyborczy Peebles and Southern Midlothian powstał w 1918 r. i wysyłał do brytyjskiej Izby Gmin jednego deputowanego. Okręg obejmował hrabstwo Peebles i południową część hrabstwa Midlothian w Szkocji. Został zlikwidowany w 1950 r.

## Deputowani do brytyjskiej Izby Gmin z okręgu Peebles and Southern Midlothian
- 1918–1922: Donald Maclean, Partia Liberalna
- 1922–1931: Joseph Westwood, Partia Pracy
- 1931–1945: Archibald Maule Ramsay, Partia Konserwatywna
- 1945–1950: David Johnstone Pryde, Partia Pracy